# 高坝镇
高坝镇，是中华人民共和国甘肃省武威市凉州区下辖的一个乡镇级行政单位。

## 行政区划
高坝镇下辖以下地区：
石岭村、二坝村、建设村、新民村、红中村、红沿村、红崖村、路南村、同益村、同心村、丁园村、高坝村、碌碡村、台庄村、马儿村、新庙村、五里村、阳春村、小七坝村、楼庄村、六坝村、严家村、十三里村、刘畦村、蜻蜓村、蔡家村和武威工业园区社区。